# Daulotypus gibbosipennis
Daulotypus gibbosipennis es una especie de coleóptero de la familia Endomychidae.

## Distribución geográfica
Habita en Queensland (Australia).